# Colleen Brennan
Colleen Brennan (* 1. Dezember 1949 in Tennessee) ist eine US-amerikanische ehemalige Pornodarstellerin und Filmschauspielerin. Sie war unter dem Pseudonym Sharon Kelly aktiv.

## Leben
Colleen Brennan begann ihre Karriere als Tänzerin in einem Striptease-Laden. Von dort wurde sie als Model für Männermagazine wie Swank und Penthouse vermittelt und bekam auch ihre ersten Filmrollen. Ihr Äußeres, insbesondere ihre Vollbusigkeit, ließ sie für die damalige Welle an Softcore-Filmen interessant werden. Für Russ Meyer spielte sie im Sexploitationklassiker Supervixens – Eruption (1975) mit. Ansonsten arbeitete sie unter anderem für Harry Novak. Weitere Auftritte hatte sie in den Sexploitation-Filmen Ilsa, She Wolf of the SS (1975) und der Fortsetzung Ilsa Haremwächterin des Ölscheichs (1976). Kleinere Rollen hatte sie auch in den Mainstreamfilmen Shampoo (1975), Straßen der Nacht (1975)  und The Boob Tube (1975).  1976 heiratete sie und verließ während ihrer Ehe die Filmszene. 1981 hatte sie unter dem Pseudonym Katherine MacMurray eine kleine Rolle in Blake Edwards’ Komödie S.O.B. – Hollywoods letzter Heuler.
In den 1980er Jahren begann sie eine Karriere als Pornodarstellerin und trat insbesondere in der Taboo-Serie von Kirdy Stevens auf. Sie gewann 1987 zwei AVN Awards, einmal als Beste Pornodarstellerin für Getting Personal und einmal als beste Nebendarstellerin in Star Angel. 1986 beendete sie im Alter von 36 Jahren ihre Karriere als Pornodarstellerin.

## Auszeichnungen
- 1984 CAFA Award for Best Actress Trinity Brown
- 1984 CAFA Award for Best Supporting Actress – Good Girl, Bad Girl[4]
- 1986 XRCO Award for Best Actress – Getting Personal[4]
- 1986 XRCO Award for Best Supporting Actress – Star Angel[4]
- 1987 AVN Award for Best Actress – Getting Personal[5]
- 1987 AVN Award for Best Supporting Actress – Star Angel'[5]
- 1987 XRCO Hall of Fame[6]

## Filmografie (Auswahl)
- 1973: Der Fummeltrick der jungen Sally (The Dirty Mind of Young Sally)
- 1973: Invasion der Bienenmädchen (Invasion of the Bee Girls)
- 1973: Little Cigars
- 1973: Laß jucken im Heu (Sassy Sue)
- 1973: Der Schlächter – Sein Haß gilt allen Frauen (A Scream in the Streets)
- 1973: Dirty Dolls
- 1973: Orgy American Style
- 1974: Foxy Brown
- 1974: Dralle Brüste – Steile Schenkel (Teenage Bride)
- 1975: Ilsa, She Wolf of the SS
- 1975: Shampoo
- 1975: Schwer erziehbare Mädchen (Delinquent School Girls)
- 1975: Supervixens – Eruption (Supervixens)
- 1975: Der Zerstörer (Mafia Girls)
- 1975: The Boob Tube
- 1975: Straßen der Nacht (Hustle)
- 1975: Alias Big Cherry
- 1975: Ilsa Haremwächterin des Ölscheichs (Ilsa, Harem Keeper of the Oil Sheiks)
- 1981: S.O.B. – Hollywoods letzter Heuler (S.O.B.)